# Młyn w Uniejowie
Młyn w Uniejowie (tzw. młyn braci Wojciechowskich) – młyn motorowy wybudowany ok. 1900, znajdujący się w Uniejowie, w powiecie poddębickim, w województwie łódzkim.  

## Historia
Ok. 1900 r. wybudowano w Uniejowie młyn motorowy: budynek dwupiętrowy, murowany, z dachem dwuspadowym krytym papą. Był to młyn typu handlowego. Czerpał napęd z silnika na koks-gaz ssany. Wyposażenie w okresie międzywojennym stanowiły: 4 pary kamieni francuskich, 6 par walców, śrutownik i żubrownik. Moc przemiałowa młyna w tym okresie wynosiła ok. 12 t zboża na dobę. W okresie II wojny światowej młyn pracował pod zarządem niemieckim i przeszedł modernizację. W 1943 r. dobudowano murowaną, trzypiętrową część do istniejącego budynku oraz zainstalowano dodatkowe 4 pary walców. W okresie PRL młyn został upaństwowiony. W 1963 r. przeszedł na zasilanie elektryczne. W latach 70. Jego moc przemiałowa wynosiła ok. 30 t. zboża na dobę. W 2024 r. jest nieczynny i niezagospodarowany, w stanie ruiny.
W Uniejowie istniał drugi młyn motorowy  (tzw. młyn Józefa Bamberskiego) wybudowany w 1918 lub 1920 r., czynny do 1943 r. a następnie użytkowany jako magazyn. Został rozebrany w połowie lat 80. XX w..   